# 8 × 58 mm R
Die Patrone 8 × 58 mm R wurde 1890 als Munition des Infanteriegewehres Krag-Jörgensen 1889 in Dänemark eingeführt. Es wurde ein Kupfermantel-Rundkopfgeschoss mit Bleikern verwendet. 1892 erfolgte die Modifikation der Patronen mit einem Kupfer-Nickel-Mantel. Ab 1909 wurde ein Spitzgeschoss eingeführt. Da die Patrone bereits während des Zweiten Weltkrieges veraltet war, wurde sie nach 1945 in Dänemark eingestellt.